# Teh botol

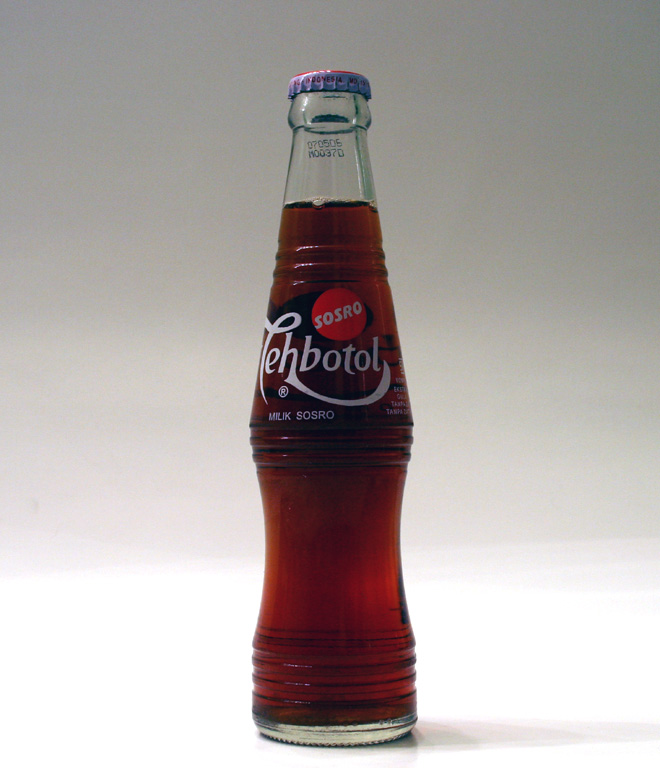
Garrafa de "teh botol"

Teh botol é uma popular bebida da Indonésia, produzida pela empresa Sosro. Teh botol significa literalmente "chá engarrafado" em indonésio. É chá de jasmim adoçado e geralmente servido gelado. Também disponível em embalagens do tipo Tetra Brik.